# Cục Cảnh sát điều tra tội phạm về ma túy
Cục Cảnh sát điều tra tội phạm về ma túy (C04) trực thuộc Bộ Công an (Việt Nam) có trách nhiệm tham mưu giúp Thủ trưởng Cơ quan Cảnh sát điều tra Bộ Công an hướng dẫn, chỉ đạo lực lượng Cảnh sát điều tra tội phạm về ma túy trong cả nước tiến hành các biện pháp nghiệp vụ để phòng ngừa, phát hiện, điều tra, xử lý các loại tội phạm về ma túy; trực tiếp điều tra những vụ án về tội phạm ma túy theo quy định của pháp luật và của Bộ trưởng Bộ Công an.

## Lịch sử
Ngày 12/3/1997, Bộ trưởng Bộ Nội vụ (nay là Bộ Công an) ra Quyết định số 192/QĐ-BNV(X13) thành lập Cục Cảnh sát phòng chống tội phạm ma tuý (nay là Cục Cảnh sát điều tra tội phạm về ma túy)
Ngày 4 tháng 2 năm 2010, Bộ trưởng Bộ Công an đã ký Quyết định số 446/QĐ-BCA quy định chức năng, nhiệm vụ, quyền hạn và tổ chức bộ máy của Cục Cảnh sát điều tra tội phạm về ma túy, thay thế các quyết định trước đây.
Năm 2018, sau khi Bộ Công an giải thể các Tổng cục, ngoài chức năng, nhiệm vụ của đơn vị trước đây thuộc Tổng cục Cảnh sát, nay Cục Cảnh sát điều tra tội phạm về ma túy thuộc Bộ Công an được giao thêm chức năng của cơ quan thường trực về phòng, chống tệ nạn ma túy; tham mưu với Bộ trưởng Bộ Công an thực hiện trách nhiệm thường trực về phòng, chống tệ nạn ma túy cho Ủy ban Quốc gia phòng, chống AIDS và phòng, chống tệ nạn ma túy và thường trực Ban Chỉ đạo phòng, chống tội phạm, AIDS, ma túy của Bộ Công an; theo dõi, quản lý về các hoạt động hợp pháp liên quan đến ma túy, kiểm soát các hoạt động xuất, nhập khẩu ma túy, thuốc gây nghiện, thuốc hướng thần và tiền chất theo quy định của pháp luật.

## Lãnh đạo hiện nay
- Cục trưởng: Thiếu tướng Ngô Thanh Bình
- Phó Cục trưởng:
- Thiếu tướng Nguyễn Đức Thính
- Thiếu tướng Nguyễn Ngọc Quang
- Đại tá Hoàng Quốc Việt
- Đại tá Hoàng Tâm Hiếu

## Tổ chức bộ máy
- Phòng Tham mưu (Phòng 1)
- Phòng 2[5]
- Phòng Phòng ngừa, đấu tranh và hướng dẫn, điều tra tội phạm sản xuất, mua bán, tàng trữ, vận chuyển trái phép chất ma túy (Phòng 3)[5]
- Phòng Phòng ngừa, đấu tranh chống tội phạm về tiền chất và ma túy tổng hợp (Phòng 4)[5]
- Phòng Phòng ngừa, đấu tranh chống tội phạm về ma tuý trên tuyến đường biên giới (Phòng 5[5])
- Phòng Phòng ngừa, đấu tranh chống tổ chức sử dụng trái phép các chất ma túy (Phòng 6)[5]
- Phòng Phòng ngừa, đấu tranh chống tội phạm về ma tuý trên tuyến đường biển, đường hàng không (Phòng 7)[7]
- Phòng Chính trị - Hậu cần (Phòng 9)
- Phòng 10

## Hệ thống cơ quan theo ngành dọc
- Cục Cảnh sát điều tra tội phạm về ma túy trực thuộc Bộ Công an (Việt Nam)
- Phòng Cảnh sát điều tra tội phạm về ma túy trực thuộc Công an cấp tỉnh
- Đội Cảnh sát điều tra tội phạm về ma túy trực thuộc Công an cấp huyện

## Khen thưởng
- Huân chương Chiến công hạng Nhất[5]
- Anh hùng Lực lượng vũ trang nhân dân (năm 2013)[5]

## Cục trưởng qua các thời kỳ
- Thiếu tướng Vũ Hùng Vương, từ ngày thành lập –2010
- Thiếu tướng Nguyễn Anh Tuấn, từ 2010–1.2018[3]
- Trung tướng Đồng Đại Lộc, từ 1.2018–8.2018, nguyên Tổng cục trưởng Tổng cục II
- Trung tướng Phạm Văn Các, từ 8.2018–6.2020, nguyên Phó Tổng cục trưởng Tổng cục II
- Thiếu tướng Nguyễn Văn Viện, từ 6.2020–12.6.2025, nguyên Phó Giám đốc Công an thành phố Hà Nội
- Thiếu tướng Ngô Thanh Bình, từ 12.6.2025-nay, nguyên Giám đốc Công an tỉnh Điện Biên.

## Phó Cục trưởng qua các thời kỳ
- Thiếu tướng Trần Văn Doanh (hiện nay là cục phó cục H08).

- Đại tá Nguyễn Hiền Dũng
- Đại tá Lê Thanh Liêm
- Đại tá Phạm Văn Chình
- Đại tá Ngô Thanh Bình, từ 2015–2021, hiện là Giám đốc Công an tỉnh Điện Biên[8]
- Thiếu tướng Huỳnh Thới An, từ 2/2023 - 6/2023, nay là Phó Cục trưởng Cục Cảnh sát phòng cháy, chữa cháy và cứu nạn, cứu hộ Bộ Công an.